# TWILIGHT KIDS
TWILIGHT KIDS（トワイライトキッズ）は、日本の音楽バンド。

## メンバー
- 島生久男（ボーカル）
- 吉川ケン（ギター）
- 金森由太郎（ベース）
- 小池 ビン（キーボード）
- 高橋孝一郎（ドラムス）

魔女卵やWITH等のメンバーとしても活動。

## 概要・略歴
1985年7月結成。
1987年11月、野沢直子のアルバム『はなぢ』に楽曲提供を行い、ツアーにも参加。
1988年4月にはサンテレビ全国ネット『男のララバイ2』の全ての楽曲を担当。
結成以降5年間、大阪のライブハウス中心にライブ活動を行い、1991年5月、パイオニアLDCから1stシングル「夏のメロディー」でデビュー。同レーベルからシングル5枚、アルバム3枚をリリースした後、解散。

## ディスコグラフィ

### 参加作品
| 発売日        | タイトル                     | 規格品番  | 曲順 | 楽曲                                     |
| ------------- | ---------------------------- | --------- | ---- | ---------------------------------------- |
| 1993年9月25日 | SUPER EDIT OF TV THEME SONGS | PICL-1064 | M.7  | SWEET RAIN〜ハッピーエンドまでもう少し〜 |
| 1993年9月25日 | SUPER EDIT OF CM SONGS       | PICL-1065 | M.4  | CLOSE TO MY SONG                         |

## タイアップ一覧
| 使用年 | 曲名                                     | タイアップ                                                         |
| ------ | ---------------------------------------- | ------------------------------------------------------------------ |
| 1991年 | 夏のメロディー                           | 読売テレビ・日本テレビ系『それいけ!!ココロジー』エンディングテーマ |
| 1991年 | 夏のメロディー                           | フジテレビ系『ねるとん紅鯨団』挿入歌                               |
| 1992年 | 君のいないステーション                   | TBS系『たけし・所のドラキュラが狙ってる』エンディングテーマ        |
| 1993年 | SWEET RAIN〜ハッピーエンドまでもう少し〜 | TBS系『たけし・所のドラキュラが狙ってる』オープニングテーマ        |
| 1993年 | CLOSE TO MY SONG                         | パイオニア「レーザーディスク CLD-01」イメージソング                |

## 主なライブ
- ALL NIGHT FESTIVAL（1986年10月、桃山学院大学）
- 大阪心斎橋ミューズホール5days（1988年1月）
- 渋谷ON AIRライブ（1993年5月31日）
- 大阪ウォーホールライブ（1993年6月10日）